# High Leven
High Leven – wieś w Anglii, w hrabstwie ceremonialnym North Yorkshire, w dystrykcie (unitary authority) Stockton-on-Tees. Leży 63 km na północ od miasta York i 342 km na północ od Londynu.